# Discografia di Bruno Mars
Questa pagina contiene la discografia del cantautore statunitense Bruno Mars. Include 3 album in studio, 1 album in collaborazione e 1 EP, 33 singoli (sette come artista ospite) e 4 singoli promozionali.
Con vendite stimate ad oltre 26 milioni di album e 200 milioni di singoli in tutto il mondo, Mars è tra gli artisti che hanno venduto di più nella storia della musica. Sei dei suoi singoli sono tra i più venduti di tutti i tempi: in ordine di data di pubblicazione, Just the Way You Are, Grenade, The Lazy Song, When I Was Your Man, Uptown Funk e That's What I Like. 
Secondo i dati della Recording Industry Association of America (RIAA), ha venduto 91,5 milioni di copie solo negli Stati Uniti.

## Album in studio
| Anno | Titolo e dettagli | Classifiche | Classifiche | Classifiche | Classifiche | Classifiche | Classifiche | Classifiche | Classifiche | Classifiche | Classifiche |
| Anno | Titolo e dettagli | US          | AUS         | CAN         | GER         | IRL         | ITA         | NLD         | NZL         | SWI         | UK          |
| ---- | --- | ----------- | ----------- | ----------- | ----------- | ----------- | ----------- | ----------- | ----------- | ----------- | ----------- |
| 2010 | Doo-Wops & Hooligans - Pubblicato: 4 ottobre 2010 - Etichetta: Elektra, Atlantic - Formato: Download digitale, CD, LP                                        | 3           | 2           | 1           | 1           | 1           | 11          | 1           | 2           | 1           | 1           |
| 2012 | Unorthodox Jukebox - Pubblicato: 7 dicembre 2012 - Etichetta: Elektra, Atlantic - Formato: Download digitale, CD, LP                                         | 1           | 1           | 1           | 4           | 3           | 20          | 4           | 2           | 1           | 1           |
| 2016 | 24K Magic - Pubblicato: 18 novembre 2016 - Etichetta: Elektra, Atlantic - Formato: Download digitale, CD, LP, streaming, CD+DVD                              | 2           | 3           | 2           | 9           | 4           | 14          | 5           | 2           | 4           | 3           |
| 2021 | An Evening with Silk Sonic (con Anderson Paak) - Pubblicato: 12 novembre 2021 - Etichetta: Elektra, Atlantic - Formato: Download digitale, CD, LP, streaming | 2           | 4           | 3           | 14          | 5           | 18          | 3           | 3           | 5           | 9           |

## EP
| Anno | Titolo | Classifiche | Classifiche | Vendite      |
| Anno | Titolo | US          | UK          | Vendite      |
| ---- | --- | ----------- | ----------- | ------------ |
| 2010 | It's Better If You Don't Understand - Pubblicato: 11 maggio 2010 - Etichetta: Elektra, Atlantic - Formato: Download digitale, CD, LP | 99          | 97          | - US: 27 000 |

## Singoli

### Come artista principale
| Anno | Titolo                                                     | Classifiche | Classifiche | Classifiche | Classifiche | Classifiche | Classifiche | Classifiche | Classifiche | Classifiche | Classifiche | Album                                      |
| Anno | Titolo                                                     | US          | AUS         | CAN         | GER         | IRL         | ITA         | NLD         | NZL         | SWI         | UK          | Album                                      |
| ---- | ---------------------------------------------------------- | ----------- | ----------- | ----------- | ----------- | ----------- | ----------- | ----------- | ----------- | ----------- | ----------- | ------------------------------------------ |
| 2010 | Just the Way You Are                                       | 1           | 1           | 1           | 2           | 1           | 5           | 1           | 1           | 3           | 1           | Doo-Wops & Hooligans                       |
| 2010 | Grenade                                                    | 1           | 1           | 1           | 1           | 1           | 8           | 2           | 1           | 1           | 1           | Doo-Wops & Hooligans                       |
| 2011 | The Lazy Song                                              | 4           | 6           | 5           | 9           | 4           | 10          | 4           | 3           | 9           | 1           | Doo-Wops & Hooligans                       |
| 2011 | Marry You                                                  | 85          | 8           | 10          | 15          | 5           | 33          | 13          | 5           | 16          | 11          | Doo-Wops & Hooligans                       |
| 2011 | It Will Rain                                               | 3           | 14          | 5           | 14          | 11          | 45          | 35          | 2           | 22          | 14          | The Twilight Saga: Breaking Dawn - Parte 1 |
| 2011 | Count on Me                                                | —           | 19          | —           | —           | —           | —           | —           | 13          | 55          | 78          | Doo-Wops & Hooligans                       |
| 2012 | Locked Out of Heaven                                       | 1           | 4           | 1           | 7           | 4           | 3           | 5           | 4           | 8           | 2           | Unorthodox Jukebox                         |
| 2013 | When I Was Your Man                                        | 1           | 6           | 3           | 23          | 6           | 13          | 7           | 4           | 12          | 2           | Unorthodox Jukebox                         |
| 2013 | Treasure                                                   | 5           | 10          | 4           | 17          | 9           | 22          | 11          | 7           | 13          | 12          | Unorthodox Jukebox                         |
| 2013 | Gorilla                                                    | 22          | 41          | 23          | —           | 53          | —           | 21          | —           | —           | 62          | Unorthodox Jukebox                         |
| 2013 | Young Girls                                                | 32          | 62          | 19          | —           | 78          | —           | —           | 23          | —           | 83          | Unorthodox Jukebox                         |
| 2016 | 24K Magic                                                  | 4           | 3           | 3           | 14          | 10          | 16          | 6           | 1           | 9           | 5           | 24K Magic                                  |
| 2017 | That's What I Like                                         | 1           | 5           | 3           | 51          | 20          | 34          | 19          | 4           | 39          | 12          | 24K Magic                                  |
| 2017 | Versace on the Floor                                       | 33          | 57          | 43          | —           | —           | 82          | —           | 27          | —           | 59          | 24K Magic                                  |
| 2017 | Chunky                                                     | 108         | —           | —           | —           | —           | —           | —           | —           | —           | 79          | 24K Magic                                  |
| 2018 | Finesse (feat. Cardi B)                                    | 3           | 6           | 3           | 31          | 5           | 62          | 9           | 2           | 29          | 5           | 24K Magic                                  |
| 2018 | Wake Up in the Sky (con Gucci Mane e Kodak Black)          | 11          | 46          | 36          | —           | 49          | —           | —           | —           | 95          | 65          | Evil Genius                                |
| 2019 | Please Me (con Cardi B)                                    | 3           | 22          | 12          | 83          | 21          | —           | 73          | 12          | 57          | 12          | /                                          |
| 2019 | Blow (con Ed Sheeran e Chris Stapleton)                    | 60          | 31          | 39          | 93          | —           | —           | 96          | —           | —           | —           | No. 6 Collaborations Project               |
| 2021 | Leave the Door Open (con Anderson. Paak come Silk Sonic)   | 1           | 10          | 9           | 72          | 18          | 56          | 11          | 1           | 23          | 20          | An Evening with Silk Sonic                 |
| 2021 | Skate (con Anderson. Paak come Silk Sonic)                 | 14          | 32          | 19          | —           | 48          | —           | 61          | 12          | 74          | 45          | An Evening with Silk Sonic                 |
| 2021 | Smokin Out the Window (con Anderson. Paak come Silk Sonic) | 5           | —           | —           | —           | —           | —           | —           | —           | —           | —           | An Evening with Silk Sonic                 |
| 2024 | Die with a Smile (con Lady Gaga)                           | 2           | 2           | 3           | 7           | 3           | 16          | 1           | 1           | 1           | 2           | Mayhem                                     |
| 2024 | Apt. (con Rosé)                                            | 8           | 1           | 2           | 4           | 4           | 15          | 5           | 1           | 3           | 2           | Rosie                                      |
| 2025 | Fat Juicy & Wet (con Sexyy Red)                            | 17          | 55          | 27          | —           | —           | —           | —           | 31          | 85          | 32          | /                                          |
| 2025 | Bonde do Brunão                                            | —           | —           | —           | —           | —           | —           | —           | —           | —           | —           | /                                          |

#### Come artista ospite
| Anno | Titolo                                                              | Classifiche | Classifiche | Classifiche | Classifiche | Classifiche | Classifiche | Classifiche | Classifiche | Classifiche | Classifiche | Album                                       |
| Anno | Titolo                                                              | US          | AUS         | CAN         | GER         | IRL         | ITA         | NLD         | NZL         | SWI         | UK          | Album                                       |
| ---- | ------------------------------------------------------------------- | ----------- | ----------- | ----------- | ----------- | ----------- | ----------- | ----------- | ----------- | ----------- | ----------- | ------------------------------------------- |
| 2009 | Nothin' on You (B.o.B feat. Bruno Mars)                             | 1           | 3           | 10          | 22          | 7           | 11          | 1           | 5           | 28          | 1           | B.o.B Presents: The Adventures of Bobby Ray |
| 2010 | Billionaire (Travie McCoy feat. Bruno Mars)                         | 4           | 5           | 12          | 16          | 2           | 32          | 1           | 2           | 14          | 3           | Lazarus                                     |
| 2011 | Lighters (Bad Meets Evil feat. Bruno Mars)                          | 4           | 17          | 4           | 26          | 11          | 72          | 13          | 2           | 10          | 10          | Hell: The Sequel                            |
| 2011 | Mirror (Lil Wayne feat. Bruno Mars)                                 | 16          | 26          | 46          | —           | 21          | 62          | 12          | 37          | 15          | 17          | Tha Carter IV                               |
| 2011 | Young, Wild & Free (Snoop Dogg e Wiz Khalifa feat. Bruno Mars)      | 7           | 4           | 13          | 15          | 33          | —           | 7           | 2           | 12          | 44          | Mac & Devin Go to High School               |
| 2013 | Bubble Butt (Major Lazer feat. Bruno Mars, 2 Chainz, Tyga & Mystic) | 56          | 39          | —           | —           | —           | —           | —           | —           | —           | 196         | Free the Universe                           |
| 2014 | Uptown Funk (Mark Ronson feat. Bruno Mars)                          | 1           | 1           | 1           | 3           | 1           | 3           | 4           | 1           | 2           | 1           | Uptown Special                              |

### Singoli promozionali
| Anno | Titolo                                                | Classifiche | Classifiche | Classifiche | Album                      |
| Anno | Titolo                                                | US          | CAN         | NLD         | Album                      |
| ---- | ----------------------------------------------------- | ----------- | ----------- | ----------- | -------------------------- |
| 2010 | Liquor Store Blues (feat. Damian Marley)              | 105         | 97          | —           | Doo-Wops & Hooligans       |
| 2011 | Somewhere in Brooklyn                                 | —           | —           | —           | Doo-Wops & Hooligans       |
| 2011 | Moonshine                                             | —           | —           | 32          | Unorthodox Jukebox         |
| 2021 | Silk Sonic Intro (con Anderson. Paak come Silk Sonic) | —           | —           | —           | An Evening with Silk Sonic |